# محرك الدورة المتغيرة

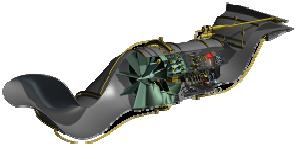

إن محرك الدورة المتغيرة (VCE) هو محرك صمم ليعمل بكفاءة تحت ظروف الطيران المختلطة، مثل السرعة دون الصوتية والسرعة حول الصوتية والسرعة فوق الصوتية.
قد يتطلب الجيل التالي من طائرات النقل بالسرعة فوق الصوتية (Supersonic transport) (SST) استخدام بعض أشكال محرك الدائرة المتغيرة. وتحتاج محركات النقل بالسرعة فوق الصوتية دفع نوعي مرتفع (صافي الدفع/تدفق الهواء) في رحلات السرعة فوق الصوتية للحفاظ على مساحة المقطع العرضي في وحدة توليد القدرة إلى أقل قدر ممكن، وذلك بهدف خفض سحب الطائرة. ولكن لسوء الحظ، فإن ذلك يعني استخدام سرعة نفاثة عالية ليس فقط في رحلات السرعة فوق الصوتية، ولكن أيضًا عند الإقلاع، الأمر الذي يجعل الطائرة مصدر ضوضاء كبيرة.
يتميز المحرك ذو الدفع النوعي المرتفع بسرعة نفث عالية بحسب التعريف، وكما تبين المعادلة التقريبية التالية لصافي الدفع:
{\displaystyle F_{n}={\dot {m}}\cdot (V_{jfe}-V_{a})}
حيث إن:
{\displaystyle {\dot {m}}={\frac {d}{dt}}m=\,} معدل الدفق الكتلي للسحب
{\displaystyle V_{jfe}=\,} سرعة النفث الكاملة (في عمود العادم)
{\displaystyle V_{a}=\,} سرعة طيران الطائرة
بإعادة ترتيب المعادلة السابقة، يمكن الحصول على الدفع النوعي من:
{\displaystyle {\frac {F_{n}}{\dot {m}}}=(V_{jfe}-V_{a})}
فبالنسبة لسرعة الطيران الصفرية، يتناسب الدفع النوعي مباشرةً مع سرعة النفث.
تتميز محركات أوليمبس 593 في طائرة كونكورد بدفع نوعي مرتفع في رحلات السرعة فوق الصوتية وعند قدرة الإقلاع الجافة. فهذا الأمر في حد ذاته يجعل المحركات مزعجة، ولكن زاد تعقيد المشكلة نتيجة الحاجة إلى مقدار بسيط من الحراق اللاحق (إعادة تسخين) عند الإقلاع (وتسارع السرعة حول الصوتية). وكان ينبغي أن يعمل محرك الدائرة المتغير في النقل بالسرعة فوق الصوتية على زيادة تدفق هواء المحرك بصورة جوهرية عند الإقلاع، وأن يخفض سرعة النفث عند دفع محدد (أي عند دفع نوعي أقل)

## أمثلة
إن محرك المراوح الترادفية أحد أمثلة مفهوم محرك الدائرة المتغيرة في النقل بالسرعة فوق الصوتية. توجد مروحتان في المحرك كلتاهما تعلو عمودًا منخفض الضغط، مع وجود فجوة محورية كبيرة بين الوحدتين. عند الطيران العادي، يكون المحرك في وضع التسلسل، حيث يغادر التدفق المروحة الأمامية ويمر مباشرةً داخل المروحة الثانية، ويعمل المحرك عملاً يشبه كثيرًا المحرك شبه المروحي العادي. ولكن عند الإقلاع والصعود والهبوط الأخير والاقتراب، يسمح للمروحة الأمامية بالتفريغ مباشرةً عبر منفث مساعد على الجانب السفلي من كنة وحدة توليد القدرة. وتُفتح المداخل المساعدة على كلا جانبي وحدة توليد القدرة بما يسمح للهواء بالدخول إلى المروحة الخلفية والتقدم عبر بقية المحرك. إن تشغيل المروحتين في هذا الوضع المتوازي يزيد إجمالي الهواء المتدفق إلى المحرك عند الدفع زيادة كبيرة، الأمر الذي يؤدي إلى سرعة نفث منخفضة ومحرك أكثر هدوءًا. وفي السبعينيات من القرن العشرين عملت شركة بوينغ على تعديل المحرك برات أند ويتني JT8D لهيئة المراوح الترادفية ونجحت في إجراء التعديل من التشغيل المتسلسل إلى التشغيل المتوازي (والعكس) أثناء عمل المحرك، وإن كان هذا يعتمد على طاقة جزئية.
في مفهوم المروحة الترادفية المتوسطة، توضع مروحة مرحلية مفردة للتدفق النوعي المرتفع بين مكثفي الضغط العالي (HP) والضغط المنخفض (LP) في قلب المحرك النفاث التوربيني. ولا يسمح سوى للهواء الجانبي بالمرور عبر المروحة، حيث يعمل مكثف الضغط العالي على إخراج التدفق المار عبر الممرات الخاصة داخل قرص المروحة، أسفل دوار شفرات المروحة تمامًا. ويدخل بعض الهواء الجانبي إلى المحرك عبر المداخل الثانوية. وأثناء الإقلاع والاقتراب، يعمل المحرك بصورة تشبه كثيرًا المحركات العنفية المروحية المدنية العادية، مع وجود مستوى مقبول من الضوضاء النفاثة (أي دفع نوعي منخفض). ولكن بالنسبة إلى طائرات السرعة فوق الصوتية (supersonic cruise) يعمل المدخل المتغير للمروحة على توجيه ريشات التوجيه ويُغلق المدخل المساعد لخفض الهواء الجانبي إلى أقل حد ممكن وزيادة الدفع النوعي. وفي هذا الوضع يعمل المحرك مثل المحرك النفاث التوربيني «المسرب» (مثل محرك General Electric F404).
في المحرك النفاث التوربيني مختلط التدفق مع مفهوم القاذف، يتم تثبيت محرك نسبة الهواء الجانبي المنخفض أمام أنبوب طويل، يطلق عليها القاذف. ويستخدم جهاز كاتم الصوت هذا أثناء الإقلاع والاقتراب. وتحث غازات عادم المحرك النفاث التوربيني هواءً إضافيًا داخل القاذف عبر مدخل الهواء المساعد، ومن ثم ينخفض الدفع النوعي/متوسط سرعة النفث في العادم الأخير. ولا يتميز تصميم التدفق المختلط بمميزات تصميم المروحة الترادفية المتوسط من حيث كفاءة السرعة المنخفضة، ولكن يعد تصميمًا بسيطًا إلى حد كبير.

## استخدامات أخرى
من الاستخدامات الأخرى التي يمكن أن تستفيد من منهج محرك الدائرة المتغيرة في الطائرات الحربية. عادة ما يكون على المصممين أن يجدوا حلاً وسطًا للدفع النوعي للمحرك. فإن اختاروا دفعًا نوعيًا مرتفعًا، سيكون استهلاك إعادة حرق الوقود النوعي (SFC) جيدًا جدًا، ولكن سيكون استهلاك الوقود النوعي (SFC) الجاف ضعيفًا. وينطوي الدفع النوعي المرتفع على نسبة ضغط مروحة مرتفعة، الأمر الذي يستتبع ارتفاع درجة حرارة الكنة في الطاقة الجافة. ومن ثم تكون قوة الدفع عند إعادة التسخين منخفضة نسبيًا. وحسب التعريف، يكون مستوى كل من الدفع الجاف ودفع إعادة التسخين جيدًا.
يكون العكس صحيحًا في محرك الدفع النوعي المنخفض - أي إعادة تسخين الوقود النوعي سيئة، ويكون استهلاك الوقود النوعي الجاف والخانق جيدًا، وتكون قوة دفع إعادة التسخين جيدة، وحسب التعريف، يكون الدفع الجاف ودفع إعادة التسخين منخفضًا.
يكون محرك الدفع النوعي المرتفع أفضل للطائرة التي تحتاج فترة جيدة في مقاومة إعادة التسخين، ولكن يتم تعويض هذا في النطاق المتاح في الطاقة الجافة.
على الناحية الأخرى، يكون محرك الدفع النوعي المنخفض أفضل للطائرة التي تحتاج إلى نطاق طويل في الطاقة الجافة، ولكنها تتنازل عن الزمن المستغرق في مقاومة إعادة التسخين.
لهذا السبب يضطر مصممو المحركات غالبًا إلى إيجاد حل وسط للدفع النوعي للمحرك.
رغم ذلك، ينبغي أن يكون محرك الدائرة المتغيرة في الطائرة المقاتلة المثالية ذا دفع إعادة تسخين مرتفع/استهلاك وقود نوعي جيد عند إعادة التسخين يرتبط بمحرك دفع نوعي مرتفع، ولكن ينبغي أن يكون هناك استهلاك وقود نوعي منخفض لمحرك الدفع النوعي المنخفض عند استخدام الطاقة الجافة والخانق. لكن تصنيع هذا المحرك أمر صعب. ولكن قامت شركة جنرال إلكتريك بتطوير محرك الدائرة المتغيرة، المعروف باسم GE37 أو جنرال إلكتريكYF120 في مسابقة الطائرات المقاتلة YF22/YF23، وذلك في أواخر الثمانينيات. واستخدمت الشركة نظامًا جانبيًا مزدوجًا/مروحة مختلطة، ولكنها لم تفصح مطلقًا حتى الآن عن كيفية استغلال هذا المفهوم على وجه التحديد. ورغم أن محرك الطائرة YF120 كان جيدًا (أو كان أفضل) عن الإقلاع، فلقد اخطأت القوات الجوية الأمريكية عندما فضلت التزام الحذر واختارت المحرك التقليدي برات أند  ويتنيF119 كمحرك في إنتاج الطائرة F22.